# Condylostylus pectinator
Condylostylus pectinator är en tvåvingeart som beskrevs av Octave Parent 1930. Condylostylus pectinator ingår i släktet Condylostylus och familjen styltflugor. Inga underarter finns listade i Catalogue of Life.